# Bahnhof Idar-Oberstein

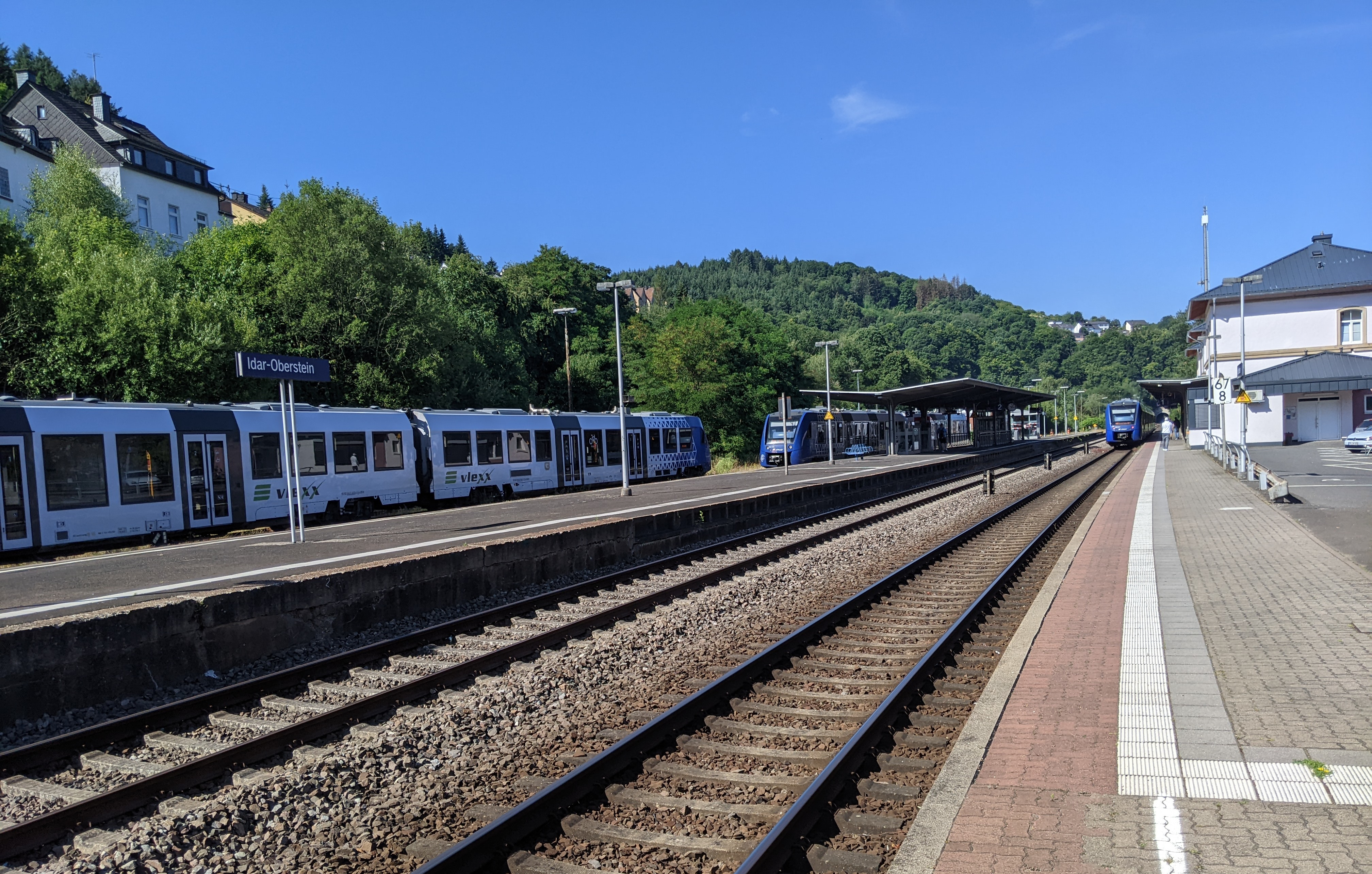
Bahnsteige des Bahnhofs Idar-Oberstein im Jahr 2022

Der Bahnhof Idar-Oberstein ist der größte Bahnhof der Stadt Idar-Oberstein und liegt im Stadtzentrum. Er ist der größte Bahnhof im Landkreis Birkenfeld. DB InfraGO stuft ihn in Preisklasse 4 ein.

## Geschichte
Der Idar-Obersteiner Bahnhof wurde am 15. Dezember 1859 als Bahnhof Oberstein eröffnet. Damals bestand nur eine Anbindung bis zum heutigen Binger Stadtteil Bingerbrück. 1860 wurde die Verbindung Richtung Saarland hergestellt, wodurch Zugfahrten bis Neunkirchen (Saar) möglich waren, wo Anschluss an die Pfälzische Ludwigsbahn bestand.
Später gab es von Idar-Oberstein auch Verbindungen zur Glantalbahn, nach Baumholder und zur heutigen Kreisstadt Birkenfeld.
Schon im Mai 1884 fuhren die Züge viermal täglich zwischen Bingerbrück und Metz. Schon um 1900 verkehrten Fernzüge zwischen Frankfurt am Main und Paris über Idar-Oberstein. Hinzu kamen um 1910 auch Fernzüge zwischen Berlin und Paris.
1913 wurde der Bahnhof in Oberstein-Idar umbenannt, 1934 dann erneut in Idar-Oberstein. Während der Verkehr in den Jahren des Ersten Weltkriegs sehr eingeschränkt war, wurde der Bahnhof 1926 sogar von einem Zug auf der Distanz Wiesbaden–Calais angefahren. In den 1930er Jahren wurde er von mehreren Fernzügen angefahren: dies waren der D 132 Frankfurt–Nancy, der D 138 Frankfurt–Paris und der D 144 Wiesbaden–Paris. Während die Fernzugverbindungen nach dem Zweiten Weltkrieg zurückgingen, erfuhren sie in den 1980er Jahren noch einmal eine Renaissance. Zwischen 1985 und 1991 fuhren noch einmal zwei Fernzugpaare über Idar-Oberstein. Neben dem Eilzug Göttingen–Frankfurt am Main–Saarbrücken war dies der Schnellzug Frankfurt am Main–Idar-Oberstein–Saarbrücken–Paris, der mit seinen Corail-Wagen über Idar-Oberstein fuhr. Seit 1991 ist Idar-Oberstein ohne Fernverkehrsanbindung.
Die Nahetalbahn bildet eine der Hauptachsen des Schienenpersonenverkehrs in Rheinland-Pfalz. Früher war der Bahnhof Ausgangspunkt der Straßenbahn Idar-Oberstein (1900 bis 1956) und des Oberleitungsbusses Idar-Oberstein (1956 bis 1969).
Die Stadt Idar-Oberstein hat das Bahnhofsareal gekauft und für 900 000 € umfangreich erneuert. Neben der Umgestaltung des Bahnhofsvorplatzes zu einem modernen Busbahnhof wurde auch das Gebäude selbst renoviert und in ihm ein Inklusionscafé eingerichtet, das von der Lebenshilfe betrieben wird. Der Bahnhof gilt für den öffentlichen Nahverkehr als Tor zum Nationalpark Hunsrück-Hochwald.

## Aufbau
Der Bahnhof gehört seit dem Jahr 2014 der Stadt Idar-Oberstein, die diesen von der DB erworben hat. Er besitzt ein Empfangsgebäude. Im Zuge von Sanierungsarbeiten wurden die Bahnsteige erneuert und durch Aufzüge barrierefrei zugänglich gemacht, wozu auch ein Blindenleitsystem gehört. Im November 2008 wurde das Gebäude komplett neu gestrichen und mit Bildern von Sehenswürdigkeiten der Stadt geschmückt. 2014 wurden die Toilettenanlagen saniert.
Im Jahr 2016 wurde der Bahnhofsvorplatz, der den Namen Willy-Brandt-Platz trägt, erneuert. Weiterhin wurde ein neuer zentraler Busbahnhof errichtet, von dem Ziele im Stadt- und Regionalverkehr, so zum Nationalpark Hunsrück-Hochwald, erreicht werden. Vom Bahnhof führt ein verkehrsberuhigter Zugang in die Fußgängerzone.

## Verkehr

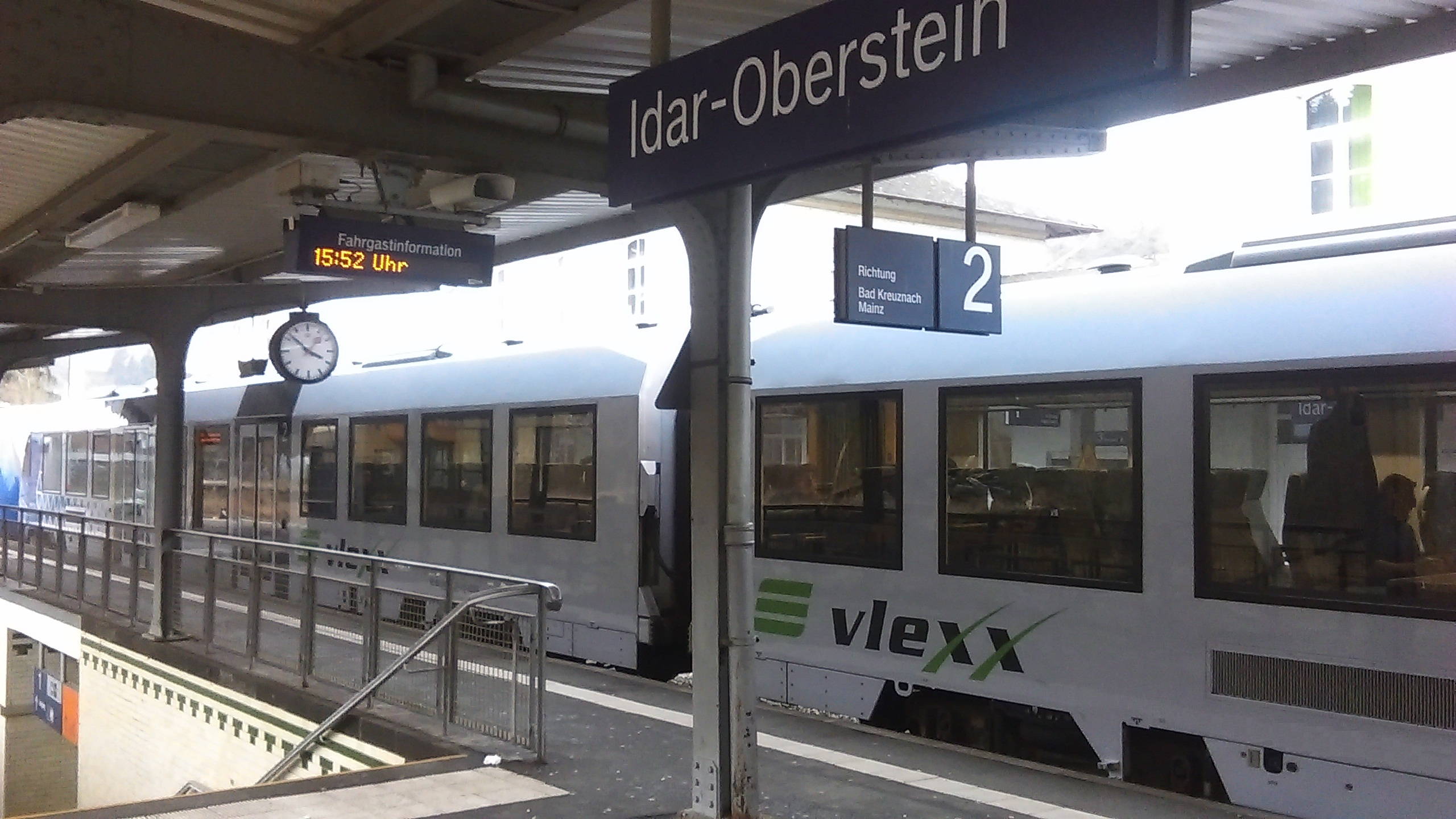
Bahnhof Idar-Oberstein mit VLEXX-Zug

### Bahnbetrieb
Mit dem Fahrplanwechsel 2014/2015 im Dezember 2014 erhielt die vlexx GmbH, eine Tochter der Regentalbahn, u. a. auch den Zuschlag für den Bahnbetrieb im Nahetal. Diesen übernahm sie von DB Regio. Angeboten werden Regional-Express-Züge (Frankfurt–)Mainz–Saarbrücken und Regionalbahnen Mainz–Idar-Oberstein. Der Bahnhof ist zudem Umstiegsort für die 2015 im Personenverkehr wiedereröffneten Strecke Heimbach–Baumholder.
| Linie                    | Strecke | Taktfrequenz | Betreiber |
| ------------------------ | --- | --- | --------- |
| RE 3                     | Nahe-Express Saarbrücken Hbf – Neunkirchen (Saar) Hbf – Ottweiler (Saar) – Türkismühle – Idar-Oberstein – Kirn – Bad Kreuznach – Mainz Hbf (– Frankfurt (Main) Hbf)        | Stundentakt (bis Mainz), Zweistundentakt (bis Frankfurt)                                                              | Vlexx     |
| RB 33                    | Nahetalbahn Idar-Oberstein – Kirn – Bad Sobernheim – Bad Kreuznach – Ingelheim – Mainz Hbf                                                                                 | Stundentakt | Vlexx     |
| RB 33                    | Nahetalbahn (Kirn –) Idar-Oberstein – Heimbach – Neubrücke (Nahe) | einzelne Züge in den Hauptverkehrszeiten; verkehrt zwischen Kirn bzw. Idar-Oberstein und Heimbach gemeinsam mit RB 34 | Vlexx     |
| RB 34                    | Nahetalbahn (Kirn –) Idar-Oberstein – Heimbach – Baumholder | Stundentakt (zwischen Kirn und Idar-Oberstein nur in den Hauptverkehrszeiten)                                         | Vlexx     |
| RB 21 (NX)               | Nationalpark-ExpressKoblenz Lützel – Koblenz Stadtmitte – Koblenz Hbf – St. Goar – Bingen Hbf – Bad Kreuznach – Bad Sobernheim – Idar-Oberstein – Nohen – Neubrücke (Nahe) | 1 Zugpaar sonn- und feiertags in der Ausflugssaison (1. April bis Ende Oktober)                                       | Vlexx     |
| Stand: 10. Dezember 2023 | | |           |

### Busbetrieb
Ab dem 4. Mai 2015 wurde der Bahnhofsvorplatz und der Zentrale Omnibusbahnhof in einer Bauzeit von einem Jahr für 1,6 Millionen Euro umgestaltet.
Mit der Angebotsausweitung im Busverkehr zum 1. August 2022 gibt es einen umfangreichen Abend- und Wochenendverkehr. Überregionale Bedeutung hat die seither eingerichtete Schnellbuslinie Idar-Oberstein – Thalfang – Trier, die im Stundentakt und mit Doppelstockbussen verkehrt.
Innerhalb des Landkreises Birkenfeld und somit auch in Idar-Oberstein kann der Busverkehr seit 1. August 2022 als Pilotprojekt für 1 € je Tag am Wochenende genutzt werden.
Folgende Taktbuslinien fahren in Idar-Oberstein Bahnhof ab:
| Linie | Strecke | Taktfrequenz                                                   | Betreiber                      |
| ----- | --- | -------------------------------------------------------------- | ------------------------------ |
| 800   | Hochwald-Schnellbus Idar-Oberstein Bahnhof – Idar – Allenbach – Hunsrückhaus – Thalfang – Longuich – Trier                            | Mo–Fr Stundentakt Sa–So Zweistundentakt                        | Scherer Reisen                 |
| 801   | Idar – Idar-Oberstein Bahnhof – Nahbollenbach – Kirchenbollenbach / Weierbach                                                         | Halbstundentakt                                                | Nahverkehrsbetriebe Birkenfeld |
| 802   | Idar-Oberstein Bahnhof – Göttschied – Obere Lay – Idar                                                                                | Mo–Fr Halbstundentakt Sa–So Stundentakt                        | Nahverkehrsbetriebe Birkenfeld |
| 803   | Idar-Oberstein Bahnhof – Algenrodt (- Idar)                                                                                           | Stundentakt                                                    | Nahverkehrsbetriebe Birkenfeld |
| 804   | Idar-Oberstein Bahnhof – Idar – Tiefenstein                                                                                           | Mo–Fr Stundentakt Sa–So Zweistundentakt                        | Nahverkehrsbetriebe Birkenfeld |
| 805   | Idar-Oberstein Bahnhof – Finsterheck/Hohl                                                                                             | Mo–Fr Halbstundentakt Sa–So Stundentakt                        | Nahverkehrsbetriebe Birkenfeld |
| 806   | Idar-Oberstein Bahnhof – Struth/Neuweg                                                                                                | Mo–Fr Halbstundentakt Sa–So Stundentakt                        | Nahverkehrsbetriebe Birkenfeld |
| 820   | Idar-Oberstein Bahnhof – Hammerstein – Reichenbach / Sonnenberg                                                                       | Mo–Fr Stundentakt Sa–So Zweistundentakt                        | Scherer Reisen                 |
| 829   | Rufbus Oberstein Schloss – Idar-Oberstein Bahnhof – Hammerstein – Winnenberg – Oberhambach – Birkenfeld                               | Mo–Fr Zweistundentakt                                          | Scherer Reisen                 |
| 830   | Idar-Oberstein Bahnhof – Idar – Algenrodt – Rötsweiler – Niederbrombach – Birkenfeld – Neubrücke (Nahe) – Heimbach (- Berglangenbach) | Mo–Fr Stundentakt Sa–So Zweistundentakt                        | Scherer Reisen                 |
| 835   | Idar – Idar-Oberstein Bahnhof – Enzweiler – Rötsweiler – Leisel – Hattgenstein – Birkenfeld – Neubrücke (Nahe)                        | Mo–Fr Stundentakt Sa Zweistundentakt So Rufbus Zweistundentakt | Nahverkehrsbetriebe Birkenfeld |
| 840   | Eifel-Hunsrück-Bus Idar-Oberstein Bahnhof – Idar – Tiefenstein – Hettenrodt – Wildenburg – Schauren – Morbach – Wittlich              | Zweistundentakt                                                | Scherer Reisen                 |
| 845   | Idar-Oberstein Bahnhof – Idar – Tiefenstein – Hettenrodt – Allenbach – Morbach                                                        | Mo–Fr Zweistundentakt                                          | Scherer Reisen                 |
| 850   | Idar-Oberstein Bahnhof – Idar – Vollmersbach – Veitsrodt Markt – Mörschied – Hottenbach – Rhaunen                                     | Zweistundentakt                                                | Scherer Reisen                 |
| 855   | Idar-Oberstein Bahnhof – Idar – Vollmersbach – Veitsrodt Markt – Herrstein – Sulzbach – Rhaunen                                       | Mo–Fr Zweistundentakt                                          | Scherer Reisen                 |
| 856   | Idar-Oberstein Bahnhof – Idar – Göttschied – Hintertiefenbach – Herrstein – Sulzbach – Rhaunen                                        | Mo–Fr Zweistundentakt                                          | Scherer Reisen                 |
| 870   | Idar-Oberstein Bahnhof – Georg-Weierbach – Fischbach – Weierbach – Dickesbach – Oberreidenbach – Sien                                 | Zweistundentakt                                                | Nahverkehrsbetriebe Birkenfeld |

Dazu kommen zahlreiche ausschließlich dem Schülerverkehr dienende Linien.